# Davis (Dakota del Sur)
Davis es un pueblo ubicado en el condado de Turner en el estado estadounidense de Dakota del Sur. En el Censo de 2010 tenía una población de 85 habitantes y una densidad poblacional de 76,32 personas por km². Se encuentra al sureste del estado, cerca de la confluencia de los ríos Big Sioux y Misuri.

## Geografía
Davis se encuentra ubicado en las coordenadas 43°15′34″N 96°59′40″O / 43.25944, -96.99444. Según la Oficina del Censo de los Estados Unidos, Davis tiene una superficie total de 1.11 km², de la cual 1.11 km² corresponden a tierra firme y (0%) 0 km² es agua.

## Demografía
Según el censo de 2010, había 85 personas residiendo en Davis. La densidad de población era de 76,32 hab./km². De los 85 habitantes, Davis estaba compuesto por el 100% blancos, el 0% eran afroamericanos, el 0% eran amerindios, el 0% eran asiáticos, el 0% eran isleños del Pacífico, el 0% eran de otras razas y el 0% pertenecían a dos o más razas. Del total de la población el 0% eran hispanos o latinos de cualquier raza.